# Týfónium
Týfónium je ztracený a znovuobjevený chrám z doby Merojského království. Nachází se na území republiky Súdán poblíž městečka Wad Ben Naga. Chrám byl objeven expedicí Národního muzea, která probíhala na přelomu listopadu a prosince 2011. Jedná se o rozsáhlý chrámový komplex, o kterém existují zprávy již z 1. poloviny 19. století, kdy město Wad Ben Naga navštívili ranní evropští cestovatelé. Poté však chrámový komplex na více než století a půl prakticky upadl v zapomnění. V roce 2011 byl ale proveden spolehlivý pokus o jeho přesnou lokalizaci a chrám byl znovuobjeven.